# José María Espejo-Saavedra
José María Espejo-Saavedra Conesa (Madrid, 20 de julio de 1976) es un político español de Ciudadanos. En la XI Legislatura, fue el vicepresidente segundo del Parlamento de Cataluña hasta su disolución y, hasta la constitución de la nueva Mesa, es vicepresidente primero de la Diputación Permanente del Parlamento de Cataluña.

## Biografía
Licenciado en Derecho por la Universidad Autónoma de Madrid y Máster en Derecho Concursal por el Colegio de Abogados de Barcelona. Es especialista en Derecho bancario y Derecho de las nuevas tecnologías. Antes de dedicarse a la política fue abogado durante doce años, trabajando para La Caixa como responsable del equipo de asesoramiento jurídico.
Milita en Ciudadanos desde su fundación en 2006.
Es uno de los dos miembros, junto a David Pérez Ibáñez, de la Mesa del Parlamento de Cataluña que no imputó la Fiscalía del Tribunal Superior de Justicia de Cataluña por la tramitación del proyecto de ley de referéndum de autodeterminación, al ausentarse en su votación.